# Jaakko Niemi
Pour les articles homonymes, voir Niemi.
Jaakko Tapio Niemi, né le 28 novembre 1961 à Valkeala, est un biathlète finlandais.

## Biographie
Ses débuts internationaux ont lieu en 1989 dans la Coupe du monde.
Il prend part aux Jeux olympiques d'hiver de 1992.
Il compte deux podiums individuels en Coupe du monde : un en mars 1993 à l'individuel d'Östersund et un en décembre 1994 à l'individuel de Bad Gastein. Il prolonge sa carrière internationale jusqu'à l'hiver 1996-1997.

## Palmarès

### Jeux olympiques d'hiver
| Épreuve / Édition   | Individuel | Sprint | Relais |
| ------------------- | ---------- | ------ | ------ |
| JO 1992 Albertville | -          | 57e    | 8e     |

### Coupe du monde
- 24e du classement général en 1993[1].
- 2 podiums individuels : 2 troisièmes places.